# Franciszek Leżeński
Franciszek Leżeński (Leżyński) herbu Nałęcz (zm. w 1773 roku) – łowczy kamieniecki w latach 1748-1769.
Jako poseł z województwa podolskiego zerwał sejm 8 października 1760 roku. 